# Al-Husayn b. 'Ali
al-Ḥusayn ibn ʿAlī (in arabo ﺍﻟﺤﺴﻴﻦ ﺑﻦ ﻋﻠﻲ‎?; Medina, ... – 11 giugno 786) è stato un appartenente dell'Ahl al-Bayt di sentimenti zayditi. È noto anche come Ṣāḥib Fakhkh, "l'uomo di Fakhkh".
Cugino di Muhammad al-Nafs al-Zakiyya e, come lui, ostile agli Abbasidi che avevano a loro parere "defraudato" gli Alidi dei loro "legittimi diritti" al Califfato, dopo aver congiuntamente lottato contro la dinastia omayyade, al-Ḥusayn ibn ʿAlī era figlio di ʿAlī al-ʿĀbid (o al-Khayr), estremamente devoto a suo zio ʿAbd Allāh b. al-Ḥasan b. al-Ḥasan b. ʿAlī b. Abī Ṭālib, indicato dagli Alidi come proprio rappresentante e pretendente e di cui la madre di al-Ḥusayn, Zaynab, era figlia.
Il padre, con vari altri suoi parenti, appartenenti tutti all'Ahl al-Bayt, subì la dura repressione del Califfo al-Mansur, che - giustamente sospettoso che un complotto fosse ordito dagli Alidi ai suoi danni - incarcerò dapprima molti Alidi a Medina, facendoli trasferire poi in una durissima prigione a Kufa. ʿAlī al-ʿĀbid trovò qui la morte nel 763.